# Cache (Utah)
Cache (o Cache Junction) è un census-designated place (CDP) degli Stati Uniti d'America della contea di Cache nello Stato dello Utah. La popolazione era di 38 persone al censimento del 2010. Si trova parzialmente nell'area metropolitana di Logan, Utah-Idaho.

## Geografia fisica
Cache è situata a 41°50′11″N 112°00′01″W (41.836370, -112.000202).
Secondo lo United States Census Bureau, il CDP ha un'area totale di 6.0 miglia quadrate (15.6 km²), di cui, 5.7 miglia quadrate (14.7 km²) di esso è occupato da terre e 0.3 miglia quadrate (0.9 km²) di esso (5.82%) è occupata da acque.

## Società

### Evoluzione demografica
Secondo il censimento del 2000, c'erano 37 persone.

### Etnie e minoranze straniere
Secondo il censimento del 2000, la composizione etnica del CDP era formata dal 100.00% di bianchi.